# El Triunfo, Centla
El Triunfo är en ort i Mexiko.   Den ligger i kommunen Centla och delstaten Tabasco, i den sydöstra delen av landet, 700 km öster om huvudstaden Mexico City. El Triunfo ligger 4 meter över havet och antalet invånare är 152.
Terrängen runt El Triunfo är mycket platt. Havet är nära El Triunfo norrut. Runt El Triunfo är det ganska glesbefolkat, med 32 invånare per kvadratkilometer. Närmaste större samhälle är Ignacio Allende, 8,2 km öster om El Triunfo. Omgivningarna runt El Triunfo är en mosaik av jordbruksmark och naturlig växtlighet.